# Mysłowice
Mysłowice (in slesiano Myslowicy, in tedesco Myslowitz, in ceco Myslovice) è una città polacca del voivodato della Slesia.
Ricopre una superficie di 65,75 km² e nel 2011 contava 75 446 abitanti.
La città fa parte del Górnośląski Okręg Przemysłowy (Górnośląski Okręg Przemysłowy), vasta area industriale che fa capo alla città di Katowice.

## Geografia
Mysłowice è situata sulla sponda destra del Brynica e del Przemsza, a 9 km a sud-est di Katowice.

## Storia

### Primi insediamenti

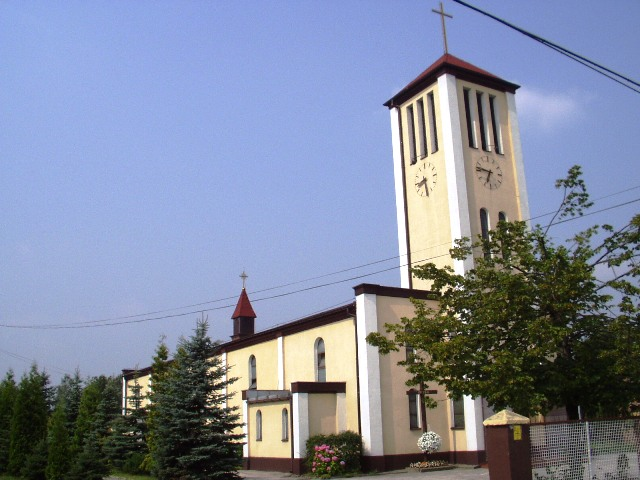
La città di Mysłowice

La città è uno dei più vecchi centri dell'Alta Slesia. Le prime tracce dell'insediamento a Mysłowice risalgono al dodicesimo e al tredicesimo secolo. Dal 1306 si hanno prove dell'esistenza del centro e, nel 1360 è già menzionata in molti documenti polacchi e tedeschi come città a tutti gli effetti. Si pensa quindi che la cittadina della Slesia abbia ricevuto la nomina a centro cittadino fra il 1310 e il 1360.

### La città dal 1700
Come ogni città della Slesia, così come la Slesia stessa, ha subito profondi cambiamenti a livello territoriale. Nel 1742 fu annessa al Regno di Prussia. Tra il 1871 ed il 1918 la confluenza della Przemsza Nera nella Prezemsza Bianca, che marcava la triplice frontiera tra l'Impero tedesco, l'Austria-Ungheria e l'Impero russo divenne nota come Dreikaisereck, ovvero triangolo dei tre imperatori.
Dopo la prima guerra mondiale, dal 1922 divenne, con parte dell'alta Slesia, Polacca, e fu inclusa nel voivodato autonomo della Slesia. Nel settembre 1939 fu invasa dalle truppe naziste durante la campagna di Polonia. Dopo la seconda guerra mondiale fece parte voivodato di Katowice fino al suo mutamento in voivodato della Slesia (1999).

## Amministrazione

### Gemellaggi
- Enzkreis
- Frýdek-Místek
- Sokola Góra
- Napoli

## Galleria d'immagini

Logotipo
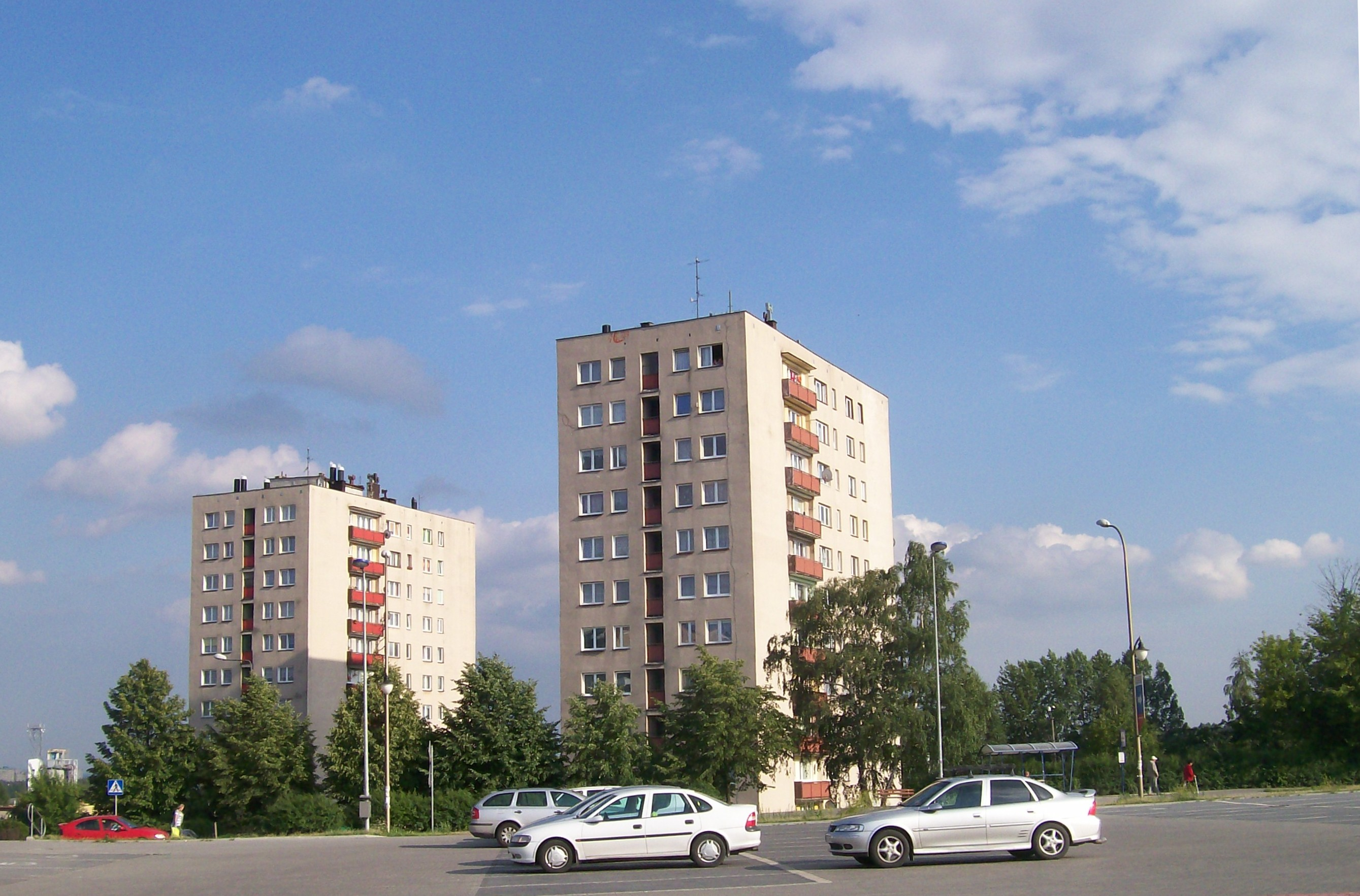
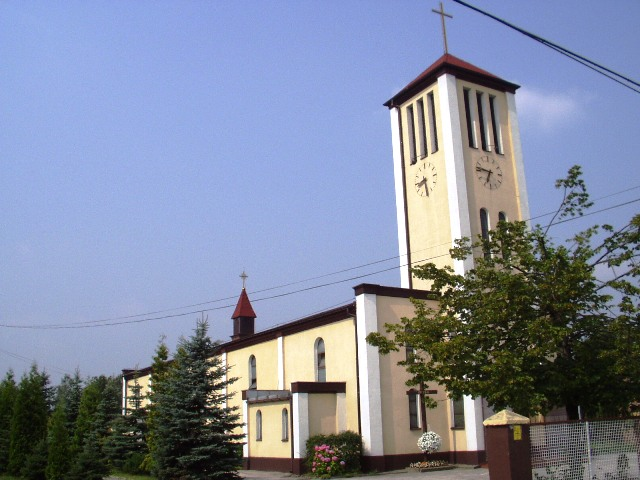
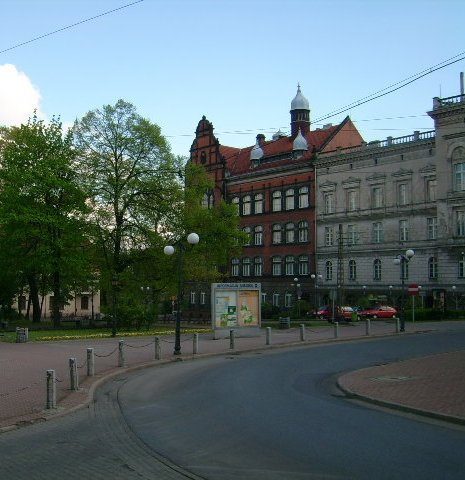